# 尼古拉·图尔纳
尼古拉·图尔纳（法語：Nicolas Tournat，1994年4月5日—），法国男子手球运动员。他曾代表法国参加2020年夏季奥林匹克运动会手球比赛，获得一枚金牌。他也曾参加2018年欧洲男子手球锦标赛。